# 合衆国長老教会
合衆国長老教会（がっしゅうこくちょうろうきょうかい、英: Presbyterian Church in the United States、略：PCUS）は、1861年から1983年まで存在した、アメリカ合衆国南部の長老派教会の教派である。南長老教会（The Southern Presbyterian Church）とも呼ばれる。1861年の南北戦争の時にアメリカ合衆国長老教会は南部と北部に分裂し、これは南部連合の長老教会である。
南長老の宣教団体である南長老ミッションは、1885年、日本に宣教師を派遣した。
PCUSは、歴史的には長老派教会の保守派であり、ウェストミンスター信仰告白を受け入れ、カルヴァン主義を強調し、後に保守的なプリンストン神学であらわされた。しかし、第二次世界大戦後は、リベラルの理解を採りはじめた。リベラル化の重大な結果はエキュメニズムである。
またリベラル化によって、女性の長老と執事（Deacon）を認め、人工妊娠中絶に関して中絶擁護のプロ・チョイスの立場を採り、聖書の十全言語霊感（plenary verbal inspiration）を否定した。聖書の権威は保守派にとって試金石となる教理であった。
さらに公民権運動によってPCUSは三派に分裂した。
保守派は1973年、PCUSから分離しディープサウスにアメリカ長老教会（Presbyterian Church in America）を設立した。「発展するリベラル神学が、イエス・キリストの神性と聖書の権威を否定したため、PCUSから分離した」と公式に述べられている。
PCUSは1983年、現在のPresbyterian Church (U.S.A.)に合流した。

## 参考
- 『日本における福音派の歴史』中村敏　いのちのことば社